# Onda gravitazionale

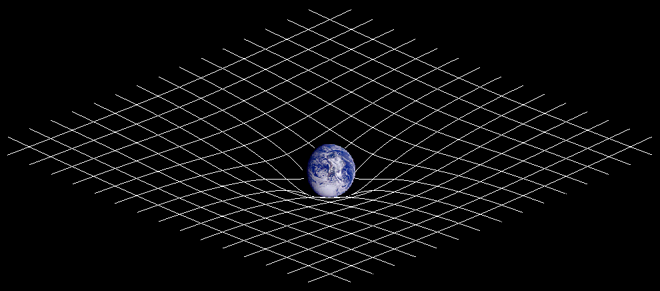
Secondo la teoria della relatività generale, la curvatura e la distorsione dello spaziotempo sono legate alla distribuzione delle masse e dell'energia

L'onda gravitazionale è una perturbazione dello spaziotempo che si propaga con carattere ondulatorio.
Fu prevista nel 1916 nell'ambito della teoria della relatività generale, nella quale l'equazione di campo di Einstein (linearizzata) ammette soluzioni ondulatorie per il tensore metrico, così come avviene per le equazioni di Maxwell  riguardo al campo elettromagnetico. Si tratta quindi a tutti gli effetti di una forma di radiazione, al cui passaggio le distanze fra punti dello spazio tridimensionale curvo all'interno del campo gravitazionale si contraggono ed espandono ritmicamente.
La teoria prevede che fronti d'onda di particolare intensità possono essere generati da fenomeni cosmici in cui enormi masse variano la loro distribuzione in modo repentino (e con un momento di quadrupolo non nullo), ad esempio nell'esplosione di supernove o nella collisione di oggetti quali stelle di neutroni e buchi neri. A partire dalla fine degli anni sessanta sono stati realizzati diversi rivelatori di onde gravitazionali. La prima rilevazione certa è stata annunciata l'11 febbraio 2016 dalla collaborazione LIGO/VIRGO, che nel settembre 2015 ha misurato onde gravitazionali causate dalla collisione di due buchi neri. La verifica sperimentale dell'esistenza delle onde gravitazionali ha fornito un'ennesima conferma della teoria della relatività generale e aperto nuove prospettive di studio in campo astrofisico.

## Formazione e propagazione
Introduciamo le onde gravitazionali con un'analogia con altri fenomeni ondulatori:
- Un'onda in un fluido, come ad esempio l'aria e l'acqua, è un'onda di pressione: propagandosi, modifica la pressione e la densità locali del fluido, facendole oscillare intorno a valori di equilibrio. L'equazione delle onde, in questo caso, è un'equazione unidimensionale, corrispondente cioè a una proprietà scalare dello spazio.
- Un'onda elettromagnetica è costituita da un campo elettromagnetico che si propaga nello spazio. L'equazione di tale onda è di tipo vettoriale e discende dalle equazioni di Maxwell.

Le onde gravitazionali si propagano invece nella struttura geometrica dello spazio modificando la distanza spaziotemporale di due punti vicini, facendola oscillare attorno a valori di riferimento. In questo caso, l'equazione delle onde è tensoriale (10 componenti), poiché deve tener conto di tutte le possibili dipendenze della distanza dalle coordinate. In base alle equazioni della Relatività Generale, la velocità delle onde gravitazionali coincide con la velocità della luce c. Di conseguenza, le onde gravitazionali sono sempre onde trasversali: le distorsioni provocate localmente dal passaggio di un'onda sono sempre perpendicolari alla sua direzione di propagazione.
A partire dagli inizi del Novecento, sono state formulate diverse teorie per determinare la meccanica di queste distorsioni. La teoria della gravitazione di Einstein era di tipo tensoriale, prevedeva onde a carattere quadrupolare e richiedeva, per descrivere il campo gravitazionale in un punto dello spazio, un insieme di dieci valori, i potenziali gravitazionali. La teoria scalare, invece, richiedeva un solo valore per ogni punto dello spazio, indipendente dal sistema di riferimento dell'osservatore. Altre teorie suggerivano modifiche alla teoria di Einstein, con una mescolanza di forze scalari e tensoriali.
A tutt'oggi, il modello teorico più accreditato è quello di Einstein, a struttura strettamente tensoriale: si pensa che la quantità di radiazione gravitazionale emessa da un corpo dipenda dal grado di disomogeneità nella distribuzione della sua massa (in termini di deviazione del corpo dalla simmetria sferica); la grandezza fisica che misura questa disomogeneità è il momento di quadrupolo. Quando il momento di quadrupolo di un corpo di grande massa subisce variazioni molto rapide è emesso un gran numero di onde gravitazionali, di intensità e quantità proporzionali alla velocità delle variazioni.

### Trattazione matematica
Consideriamo le equazioni di campo della relatività generale in cui effettuiamo un'approssimazione di campo debole, ossia il tensore metrico dello spazio-tempo {\displaystyle g_{\mu \nu }} è definito come
{\displaystyle g_{\mu \nu }=\eta _{\mu \nu }+h_{\mu \nu }}
in cui {\displaystyle \eta _{\mu \nu }} è la metrica di Minkowski (spazio piatto) e {\displaystyle h_{\mu \nu }} una piccola variazione ({\displaystyle |h_{\mu \nu }|\ll 1}).
Possiamo quindi sostituire quest'espressione per {\displaystyle g_{\mu \nu }} nelle equazioni di Einstein, includendo solo contributi in {\displaystyle h_{\mu \nu }} al prim'ordine.
Dalla definizione in termini di derivate della metrica, abbiamo per il tensore di Riemann
{\displaystyle R_{\mu \rho \nu \sigma }={\frac {1}{2}}\left(h_{\mu \sigma ,\rho \nu }-h_{\rho \sigma ,\mu \nu }+h_{\rho \nu ,\mu \sigma }-h_{\mu \nu ,\rho \sigma }\right)}
da cui, contraendo, otteniamo il tensore di Ricci
{\displaystyle R_{\mu \nu }={\frac {1}{2}}\left(h_{\mu }{}^{\sigma }{}_{,\sigma \nu }-h^{\sigma }{}_{\sigma ,\mu \nu }+h^{\sigma }{}_{\nu ,\mu \sigma }-h_{\mu \nu ,}{}^{\sigma }{}_{\sigma }\right)}
e, con un'ulteriore contrazione, lo scalare di curvatura
{\displaystyle R=h^{\rho \sigma }{}_{,\rho \sigma }-h^{\rho }{}_{\rho ,}{}^{\sigma }{}_{\sigma }}
da cui, sostituendo nelle equazioni di Einstein avremo
{\displaystyle R_{\mu \nu }-{\frac {1}{2}}g_{\mu \nu }R=R_{\mu \nu }-{\frac {1}{2}}\eta _{\mu \nu }R=}
{\displaystyle ={\frac {1}{2}}\left(h_{\mu }{}^{\sigma }{}_{,\sigma \nu }-h^{\sigma }{}_{\sigma ,\mu \nu }+h^{\sigma }{}_{\nu ,\mu \sigma }-h_{\mu \nu ,}{}^{\sigma }{}_{\sigma }-\eta _{\mu \nu }h^{\rho \sigma }{}_{,\rho \sigma }+\eta _{\mu \nu }h^{\rho }{}_{\rho ,}{}^{\sigma }{}_{\sigma }\right)=8\pi GT_{\mu \nu }}
Introducendo ora, per mera convenienza, la quantità
{\displaystyle {\tilde {h}}_{\mu \nu }=h_{\mu \nu }-{\frac {1}{2}}\eta _{\mu \nu }h^{\rho }{}_{\rho }}
e riscrivendo l'equazione di campo in termini di essa si ottiene
{\displaystyle {\tilde {h}}_{\mu }{}^{\sigma }{}_{,\sigma \nu }+{\tilde {h}}^{\sigma }{}_{\nu ,\mu \sigma }-{\tilde {h}}_{\mu \nu ,}{}^{\sigma }{}_{\sigma }-\eta _{\mu \nu }{\tilde {h}}^{\rho \sigma }{}_{,\rho \sigma }=-16\pi GT_{\mu \nu }}
Si può ora sfruttare l'invarianza di gauge della teoria rispetto ai cambiamenti di coordinate
{\displaystyle x'^{\mu }=x^{\mu }+\xi ^{\mu }}
Introducendo tale trasformazione, abbiamo
{\displaystyle g'_{\mu \nu }=\eta _{\mu \nu }+h_{\mu \nu }-\xi _{\mu ,\nu }-\xi _{\nu ,\mu }=\eta _{\mu \nu }+h'_{\mu \nu }}
da cui
{\displaystyle {\tilde {h}}'_{\mu \nu }={\tilde {h}}_{\mu \nu }-\xi _{\mu ,\nu }-\xi _{\nu ,\mu }+\eta _{\mu \nu }\xi _{\rho }{}^{,\rho }}
Possiamo effettuare una scelta di gauge covariante (equivalente al gauge di Lorenz in elettromagnetismo), detto gauge di De Donder, ovvero
{\displaystyle {\tilde {h}}_{\mu \nu }{}^{,\mu }=0}
Tale scelta è possibile, poiché è possibile trovare degli {\displaystyle \xi _{\mu }} tali che
{\displaystyle {\tilde {h}}'_{\mu \nu }{}^{,\mu }={\tilde {h}}_{\mu \nu }{}^{,\mu }-\xi _{\nu }{}_{,\mu }{}^{\mu }=0}
ovvero 
{\displaystyle \xi _{\nu }{}_{,\mu }{}^{\mu }={\tilde {h}}_{\mu \nu }{}^{,\mu }}
Le equazioni di campo si riducono così all'espressione
{\displaystyle {\tilde {h}}_{\mu \nu }{}^{,\rho }{}_{\rho }=\Box {\tilde {h}}_{\mu \nu }=-16\pi GT_{\mu \nu }}
che è quella di un'equazione d'onda in {\displaystyle {\tilde {h}}_{\mu \nu }}.

## Polarizzazioni
Esistono due possibili polarizzazioni dell'onda sopra ricavata, che equivale a dire che tale onda ha solo due gradi di libertà indipendenti, indicati con {\displaystyle h_{\,+}} et {\displaystyle h_{\,\times }}.
Tali polarizzazioni indipendenti sono analoghe al caso delle polarizzazione di un'onda elettromagnetica sfasate di un angolo di 45 gradi tra loro, ossia l'effetto di un'onda polarizzata + è identico a quello della polarizzazione ×, ma ruotato di 45 gradi, come illustrato nelle animazioni successive.

## Effetti
Le onde gravitazionali sono trasversali, ossia non hanno alcun effetto sulla posizione delle particelle lungo la direzione di propagazione dell'onda ma ce l'hanno lungo le direzioni perpendicolari, perciò, supponendo di avere un anello di particelle di prova in caduta libera (soggetto solo alla gravità), per provocare un movimento di tali particelle occorre un'onda gravitazionale che si propaghi perpendicolarmente al piano dell'anello. In tale situazione, il passaggio dell'onda fa in modo che l'anello si allunghi alternativamente in una direzione e si comprima nell'altra, mantenendosi sullo stesso piano, come mostrato nelle animazioni a fianco. L'ampiezza delle oscillazioni mostrate nelle animazioni è molto esagerata, in quanto, in realtà, l'ampiezza delle onde gravitazionali è molto piccola.
Le animazioni mostrano oscillazioni associate al caso più semplice di un'onda gravitazionale sinusoidale, che può essere prodotta da un sistema fisico ideale costituito da una coppia di masse identiche in un'orbita circolare. In questo caso, l'ampiezza dell'onda è costante e il suo piano di polarizzazione ruota continuamente al doppio della frequenza orbitale.
L'ampiezza delle onde gravitazionali è solitamente indicata con h (come da paragrafo precedente), un numero adimensionale che quantifica la variazione relativa della compressione o dell'allungamento nelle animazioni. L'ampiezza mostrata qui è approssimativamente pari a h = 0,5 (cioè 50%). In realtà, le onde gravitazionali ricevute sulla Terra sono impercettibili: in genere, si stima che h ≈ 10^(-20), il che significa che un cerchio delle dimensioni della Terra subirebbe una deformazione di circa 10^(-13) m, mille volte più piccola di un atomo.

## Sorgenti di onde gravitazionali
Fin dagli anni cinquanta, sono stati effettuati esperimenti per rilevare le onde gravitazionali. Mentre la radiazione elettromagnetica può essere studiata producendola in laboratorio, le onde gravitazionali prodotte da spostamenti di masse realizzabili in un laboratorio terrestre sarebbero talmente deboli da risultare impossibili da rivelare; quindi, i ricercatori hanno sviluppato apparati atti a osservare la radiazione gravitazionale generata da fenomeni su scala astronomica.
Si conoscono molte possibili sorgenti di onde gravitazionali, tra le quali sistemi binari di stelle, pulsar, esplosioni di supernove, buchi neri in vibrazione e galassie in formazione; per ognuna di queste fonti, il tipo di segnale emesso dovrebbe possedere un “timbro” caratteristico che identifichi univocamente il tipo di fonte e la causa dell'emissione, ma per molti anni non è stato possibile costruire rivelatori sufficientemente sensibili.

Onde gravitazionali generate da un sistema binario. La distorsione dello spazio giace in un piano, che è ortogonale alla direzione di propagazione dell'onda

Un sistema stellare binario, formato da due stelle che orbitano intorno a un comune centro di massa, dovrebbe produrre onde gravitazionali continue; il periodo fondamentale di queste onde sarebbe pari a metà del periodo dell'orbita delle due stelle. L'emissione gravitazionale più intensa dovrebbe avere un'intensità {\displaystyle h} pari a
{\displaystyle h=10^{-20}\,Hz^{-{\frac {1}{2}}}};
la larghezza di banda del ricevitore dovrebbe essere di circa 1500 hertz. Quando un sistema binario muore, le stelle che lo compongono cadono rapidamente verso il centro seguendo una traiettoria a spirale, fino a collidere e/o disintegrarsi, emettendo onde gravitazionali. Nel caso in cui il sistema sia formato da due stelle di neutroni, entrambi gli eventi (collisione o disintegrazione) dovrebbero produrre un impulso di onde gravitazionali molto più intenso, a causa del maggiore quantitativo di massa del sistema.
Anche la nascita di una stella di neutroni dall'esplosione di una supernova dovrebbe essere annunciata dalla trasformazione di circa lo 0,1% della massa iniziale in onde gravitazionali. Il “timbro” di queste onde dovrebbe essere di tipo pulsato. Il rilevamento di onde gravitazionali provenienti da una supernova permetterebbe di confermare la previsione di Einstein riguardo alla loro velocità: se le onde gravitazionali e quelle luminose venissero rilevate simultaneamente, avremmo una conferma diretta che le onde gravitazionali si propagano alla velocità della luce. Un ulteriore vantaggio nello studio del collasso stellare è che, mentre la radiazione elettromagnetica durante il collasso è bloccata dagli strati esterni della stella, che nascondono alla vista le fasi più violente dell'esplosione, le onde gravitazionali, che interagiscono così debolmente con la materia da poter attraversare senza attenuazioni l'atmosfera di una stella, potrebbero invece svelare i dettagli più fini del collasso. Il numero di esplosioni di supernova che ci attendiamo nella nostra galassia è circa una ogni 30 anni, con
{\displaystyle h=10^{-18}\,Hz^{-{\frac {1}{2}}}},
mentre nell'Ammasso della Vergine, che conta circa 1000 galassie, ci attendiamo un'esplosione alla settimana, con
{\displaystyle h=10^{-21}\,Hz^{-{\frac {1}{2}}}}.
Una stella di neutroni giunta a maturità può essere anch'essa una sorgente di onde gravitazionali, se la sua massa non è disposta simmetricamente rispetto al suo asse di rotazione. In questo caso, come per i sistemi binari, le onde sono continue; il loro periodo fondamentale è uguale al periodo di rotazione della stella. Le informazioni ricevute darebbero informazioni sulla struttura interna di queste sorgenti, ancora non completamente conosciuta. La banda richiesta al ricevitore andrebbe da 1 a circa 1000 hertz.
Un'altra possibile fonte di onde gravitazionali è il Big Bang: le osservazioni più importanti sull'universo primordiale vengono dall'osservazione del fondo cosmico di microonde, il resto della radiazione termica che pervadeva l'universo ai suoi inizi. Il rilevamento di un fondo (rumore) cosmico di onde gravitazionali svelerebbe nuovi aspetti del Big Bang.
Le onde gravitazionali prodotte nelle situazioni descritte avrebbero comunque un impatto estremamente debole ed effimero nell'investire la Terra. Nel migliore dei casi, le masse dei rivelatori sarebbero appena sollecitate, con uno spostamento nelle loro posizioni di appena 10−21 metri (un milionesimo del diametro di un protone) per ogni metro di separazione; per questo motivo, molti scienziati erano scettici riguardo alla possibilità di rilevare onde gravitazionali.
Nell'ottobre del 2008, la Comunità Europea assegnò tre milioni di euro al programma FP7 per lo studio preliminare dell'Einstein Telescope (ET), un osservatorio per onde gravitazionali pan-europeo (il progetto coinvolge otto istituti di ricerca). Tale strumento dovrebbe essere sensibile a onde gravitazionali nell'intero intervallo di frequenze accessibile sulla Terra, da 1 Hz a 10 kHz, anche se la loro intercettazione sarà cosa ardua per i motivi esposti. Fin dall'inizio si è ventilata una terza generazione di antenne risonanti per il prossimo ventennio: la debolissima energia delle onde gravitazionali costringe ad aumentare la sensibilità della strumentazione di analisi, ma, essendo anche gli strumenti e l'ambiente circostante coinvolti in modo diretto nell'esperimento perché la forza gravitazionale non è schermabile, si amplificano i disturbi. Ecco perché si spera nel progetto LISA dell'Agenzia Spaziale Europea che invierà una serie di rivelatori nello spazio.

## Ricerca sperimentale

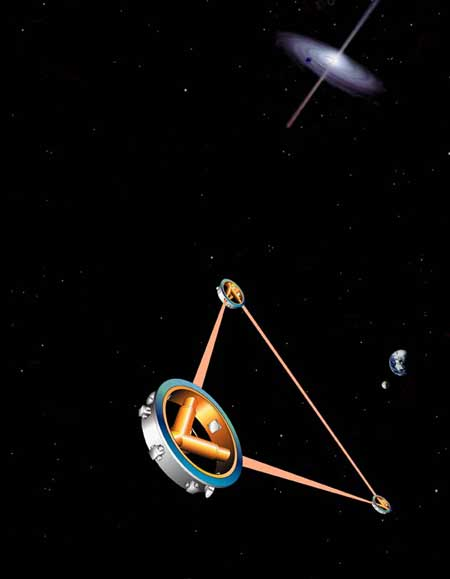
Illustrazione del progetto LISA

Secondo Bergmann, il principio di equivalenza avrebbe impedito l'utilizzo di qualsiasi strumento di rilevazione, poiché parte attiva nell'esperimento. Anche Eddington, Einstein e altri studiosi ritennero poco probabile intercettare tali onde. Circolò anche la teoria che un'esplosione o un'implosione simmetrica di masse, o anche il solo movimento rotazionale di un oggetto, anche di notevoli dimensioni, non possano generare onde gravitazionali poiché privi di accelerazioni.
Tuttavia, negli ultimi tempi furono realizzati diversi progetti, sia a livello italiano sia internazionale, per poter captare le debolissime onde gravitazionali, utilizzando rilevatori sempre più sensibili. Attualmente la più elevata sensibilità di rilevazione, pari a circa una parte su 3×1022 (aggiornato al 2007), è quella fornita dal rilevatore LIGO installato dall'Università della California.
Sofisticati strumenti furono poi messi in atto nel progetto VIRGO, con l'utilizzo di raggi laser riflessi per individuare le interferenze e la tecnologia dell'ultra alto vuoto. Attualmente il progetto VIRGO opera nell'ambito del laboratorio EGO (European Gravitational Observatory), appositamente costituito dall'INFN e dal CNRS. A livello internazionale, esiste il LISA Pathfinder, esperimento spaziale precursore della missione eLISA – progettato insieme dall'ESA e dalla NASA per la ricerca delle onde gravitazionali, il cui lancio è avvenuto con successo il 3 dicembre 2015.
Nel 2034 è previsto il lancio dei tre satelliti della missione eLISA (Evolved Laser Interferometer Space Antenna), derivata da LISA (Laser Interferometer Space Antenna) in seguito a tagli di budget. Grazie al calcolo accurato delle orbite, i tre satelliti manterranno per anni una formazione a triangolo equilatero di 1 milione di chilometri di lato, tale da formare un potente interferometro. L'intervallo di frequenze rilevabili andrà da 0,1 Hz a 1 Hz e la sensibilità migliore di una parte su 1020, abbastanza per rivelare segnali gravitazionali provenienti da sistemi binari di stelle, pulsar e buchi neri. La missione eLISA, dicono gli studiosi, aprirà la strada a un nuovo modo di studiare l'universo attraverso il "suono" delle onde gravitazionali.
Per molti anni ci sono stati rivelatori risonanti criogenici, di massa pari a circa 2,3 t: EXPLORER, raffreddato alla temperatura di 2 K, al CERN dal 1990, NAUTILUS, raffreddato alla temperatura di 0,15 K (temperatura record per masse così grandi), in funzione dal 1995 presso i Laboratori Nazionali di Frascati dell'INFN e AURIGA a Legnaro, Padova, anch'essa ultracriogenica.
Funzionavano sull'assunzione che ogni modo di vibrazione di un corpo risonante con momento di quadrupolo non nullo, come il modo fondamentale longitudinale di un cilindro, potesse essere eccitato dal passaggio di un'onda gravitazionale. Qualora un'onda gravitazionale passasse attraverso il rivelatore, provocherebbe una sorta di distorsione con un incremento della distanza fra le masse di test in una direzione e una diminuzione nell'altra (effetto quadrupolo). I cambiamenti previsti sono comunque estremamente piccoli, dell'ordine di 10−21 metri.
Le prestazioni dei rivelatori criogenici sono conseguenza di molti anni di sviluppo. L'uso della criogenia e di tecniche superconduttrici per la riduzione del rumore e la trasduzione del segnale hanno portato a un miglioramento della sensibilità in energia di un fattore 100 000 rispetto alle prime sbarre sviluppate all'inizio degli anni sessanta. Contrariamente alle speranze iniziali, questi ultimi rivelatori non hanno mai rilevato segnali gravitazionali a causa della loro bassa sensibilità.

### Prove indirette
Una conferma indiretta dell'emissione di onde gravitazionali è venuta dall'osservazione di un sistema di stelle binario attraverso l'osservazione di una coppia di stelle di neutroni ruotanti l'una attorno all'altra e destinate a fondersi in seguito all'aumento della loro velocità angolare. Il sistema PS1913+16 era composto da due stelle molto piccole, di cui una pulsar, con un periodo di otto ore, insolitamente breve: il fatto che una delle due stelle fosse pulsar forniva un orologio veramente preciso, tale che la variazione del periodo significava misurare la perdita di energia del sistema, e quindi verificare la previsione della Relatività Generale di una perdita di energia a causa della radiazione gravitazionale. Questi studi sono stati effettuati utilizzando il radiotelescopio di Arecibo da Russel Hulse e Joseph Taylor che per questa scoperta hanno ricevuto il premio Nobel nel 1993.
Il 17 marzo 2014, gli astronomi dell'Harvard-Smithsonian Center for Astrophysics di Cambridge hanno sostenuto di aver individuato e realizzato la prima immagine diretta delle onde gravitazionali,; tuttavia, queste affermazioni sono state smentite quando, il 9 febbraio 2015, ricercatori dell'ESA utilizzando il satellite spaziale Planck congiuntamente con il BICEP2, hanno provato che "una volta rimossa l'emissione della polvere galattica, la prova della rilevazione di onde gravitazionali primordiali non è più così solida. Non si può confermare che quel segnale rappresentasse davvero un'impronta dell'inflazione cosmica".

### Prima osservazione diretta
L'11 febbraio 2016 è stata annunciata, in una conferenza stampa congiunta con LIGO e VIRGO, la prima verifica sperimentale dell'esistenza delle onde gravitazionali, consistente nell'osservazione di un'onda emessa dalla fusione di due buchi neri distanti circa 1 miliardo e 300 milioni di anni luce. I ricercatori del Caltech, del MIT e del LIGO (Laser Interferometer Gravitational-Wave Observatory), sono riusciti a rilevare la presenza delle onde gravitazionali di un evento cosmico utilizzando il LIGO, un doppio osservatorio costruito negli Stati Uniti, a Hanford Site (Washington) e a Livingston (Louisiana). Si tratta di una importantissima conferma sperimentale, cui hanno collaborato anche ricercatori italiani e francesi di VIRGO, grazie a un moderno rilevatore costruito nelle campagne di Cascina (Pisa), simile a quelli americani.
Lo scopo di questi strumenti, coronato da successo, era quello di trovare le increspature che si formano nel tessuto spaziotempo dell'Universo quando, ad esempio, due masse si avvicinano tra loro, ruotando vorticosamente le une attorno alle altre. Le onde gravitazionali furono rivelate per la prima volta il 14 settembre 2015, alle 10:50:45 ora italiana (09:50:45 UTC, 05:50:45 am EDT), da entrambi gli strumenti gemelli entro una finestra temporale di coincidenza di 10 millisecondi.
Le onde gravitazionali rivelate sono state prodotte nell'ultima frazione di secondo del processo di fusione di due buchi neri, di massa equivalente a circa 29 e 36 masse solari, in un unico buco nero ruotante più massiccio di circa 62 masse solari: le 3 masse solari mancanti al totale della somma equivalgono all'energia emessa durante il processo di fusione dei due buchi neri, sotto forma di onde gravitazionali.